# Lista över fornlämningar i Värmdö kommun
Lista över fornlämningar i Värmdö kommun är en förteckning av ett urval av de fornlämningar som finns i Värmdö kommun.

## Djurö
| Namn                    | Lämningstyp         | Tillkomsttid | Historisk indelning | Plats          | Läge                 | ID-nr          | Bild                                      |
| ----------------------- | ------------------- | ------------ | ------------------- | -------------- | -------------------- | -------------- | ----------------------------------------- |
| Djurö 6:1               | Labyrint            |              | Djurö, Uppland      | Södra Berghamn | 59.2885, 18.7231     | 10001100060001 | Ladda upp en till bild av detta fornminne |
| Djurö 50:1              | Fästning/skans      |              | Djurö, Uppland      |                | 59.282780, 18.941211 | 10001100500001 | Ladda upp en bild av detta fornminne      |
| Tvärbommen (Djurö 56:1) | Lägenhetsbebyggelse |              | Djurö, Uppland      |                | 59.299610, 18.669089 | 10001100560001 | Ladda upp en bild av detta fornminne      |

## Gustavsberg
| Namn             | Lämningstyp         | Tillkomsttid | Historisk indelning  | Plats | Läge                 | ID-nr          | Bild                                      |
| ---------------- | ------------------- | ------------ | -------------------- | ----- | -------------------- | -------------- | ----------------------------------------- |
| Gustavsberg 1:1  | Stensättning        |              | Gustavsberg, Uppland |       | 59.349956, 18.369847 | 10002500010001 | Ladda upp en bild av detta fornminne      |
| Gustavsberg 2:1  | Hällristning        |              | Gustavsberg, Uppland |       | 59.328532, 18.378857 | 10002500020001 | Ladda upp en till bild av detta fornminne |
| Gustavsberg 3:1  | Gravfält            |              | Gustavsberg, Uppland |       | 59.322881, 18.377701 | 10002500030001 | Ladda upp en till bild av detta fornminne |
| Gustavsberg 6:1  | Gravfält            |              | Gustavsberg, Uppland |       | 59.320290, 18.396212 | 10002500060001 | Ladda upp en bild av detta fornminne      |
| Gustavsberg 10:1 | Hög                 |              | Gustavsberg, Uppland |       | 59.324184, 18.410616 | 10002500100001 | Ladda upp en bild av detta fornminne      |
| Gustavsberg 11:1 | Hällristning        |              | Gustavsberg, Uppland |       | 59.325871, 18.406553 | 10002500110001 | Ladda upp en bild av detta fornminne      |
| Gustavsberg 17:1 | Stensättning        |              | Gustavsberg, Uppland |       | 59.328322, 18.386149 | 10002500170001 | Ladda upp en bild av detta fornminne      |
| Gustavsberg 19:1 | Gravfält            |              | Gustavsberg, Uppland |       | 59.327791, 18.409503 | 10002500190001 | Ladda upp en bild av detta fornminne      |
| Gustavsberg 20:1 | Gravfält            |              | Gustavsberg, Uppland |       | 59.328258, 18.410205 | 10002500200001 | Ladda upp en bild av detta fornminne      |
| Gustavsberg 21:1 | Gravfält            |              | Gustavsberg, Uppland |       | 59.328060, 18.412018 | 10002500210001 | Ladda upp en bild av detta fornminne      |
| Gustavsberg 22:1 | Stensättning        |              | Gustavsberg, Uppland |       | 59.327779, 18.407189 | 10002500220001 | Ladda upp en bild av detta fornminne      |
| Gustavsberg 24:1 | Stensättning        |              | Gustavsberg, Uppland |       | 59.325442, 18.426190 | 10002500240001 | Ladda upp en bild av detta fornminne      |
| Gustavsberg 31:1 | Hällristning        |              | Gustavsberg, Uppland |       | 59.329168, 18.378206 | 10002500310001 | Ladda upp en bild av detta fornminne      |
| Gustavsberg 59:3 | Stensättning        |              | Gustavsberg, Uppland |       | 59.306743, 18.344863 | 10002500590003 | Ladda upp en bild av detta fornminne      |
| Gustavsberg 60   | Hällristning        |              | Gustavsberg, Uppland |       | 59.327831, 18.380518 | 12000000000763 | Ladda upp en bild av detta fornminne      |
| Gustavsberg 61   | Hällristning        |              | Gustavsberg, Uppland |       | 59.327679, 18.379001 | 12000000000764 | Ladda upp en bild av detta fornminne      |
| Gustavsberg 72   | Stensättning        |              | Gustavsberg, Uppland |       | 59.331917, 18.364189 | 12000000079494 | Ladda upp en bild av detta fornminne      |
| Gustavsberg 73   | Gravfält            |              | Gustavsberg, Uppland |       | 59.331767, 18.366035 | 12000000079495 | Ladda upp en bild av detta fornminne      |
| Gustavsberg 74   | Lägenhetsbebyggelse |              | Gustavsberg, Uppland |       | 59.343336, 18.366873 | 12000000079499 | Ladda upp en bild av detta fornminne      |
| Gustavsberg 75   | Stensättning        |              | Gustavsberg, Uppland |       | 59.331921, 18.363989 | 12000000079500 | Ladda upp en bild av detta fornminne      |
| Gustavsberg 76   | Stensättning        |              | Gustavsberg, Uppland |       | 59.330862, 18.367982 | 12000000079501 | Ladda upp en bild av detta fornminne      |

## Ingarö
| Namn                        | Lämningstyp      | Tillkomsttid | Historisk indelning | Plats | Läge                 | ID-nr          | Bild                                      |
| --------------------------- | ---------------- | ------------ | ------------------- | ----- | -------------------- | -------------- | ----------------------------------------- |
| Ingarö 1:1                  | Stensättning     |              | Ingarö, Uppland     |       | 59.301671, 18.410582 | 10003800010001 | Ladda upp en bild av detta fornminne      |
| Ingarö 2:1                  | Gravfält         |              | Ingarö, Uppland     |       | 59.301002, 18.409081 | 10003800020001 | Ladda upp en till bild av detta fornminne |
| Ingarö 3:1                  | Stensättning     |              | Ingarö, Uppland     |       | 59.300548, 18.412097 | 10003800030001 | Ladda upp en bild av detta fornminne      |
| Ingarö 5:1                  | Fornborg         |              | Ingarö, Uppland     |       | 59.300844, 18.424903 | 10003800050001 | Ladda upp en bild av detta fornminne      |
| Ingarö 5:2                  | Stensättning     |              | Ingarö, Uppland     |       | 59.301161, 18.424961 | 10003800050002 | Ladda upp en bild av detta fornminne      |
| Ingarö 5:3                  | Stenkrets        |              | Ingarö, Uppland     |       | 59.301025, 18.424807 | 10003800050003 | Ladda upp en bild av detta fornminne      |
| Ingarö 6:1                  | Stensättning     |              | Ingarö, Uppland     |       | 59.298872, 18.419146 | 10003800060001 | Ladda upp en till bild av detta fornminne |
| Ingarö 8:1                  | Gravfält         |              | Ingarö, Uppland     |       | 59.298924, 18.409163 | 10003800080001 | Ladda upp en bild av detta fornminne      |
| Ingarö 9:1                  | Gravfält         |              | Ingarö, Uppland     |       | 59.298973, 18.406590 | 10003800090001 | Ladda upp en bild av detta fornminne      |
| Ingarö 14:1                 | Begravningsplats |              | Ingarö, Uppland     |       | 59.292442, 18.426774 | 10003800140001 | Ladda upp en bild av detta fornminne      |
| Ingarö 15:1                 | Gravfält         |              | Ingarö, Uppland     |       | 59.290984, 18.419454 | 10003800150001 | Ladda upp en bild av detta fornminne      |
| Ingarö 16:1                 | Gravfält         |              | Ingarö, Uppland     |       | 59.290855, 18.415217 | 10003800160001 | Ladda upp en bild av detta fornminne      |
| Ingarö 17:1                 | Stensättning     |              | Ingarö, Uppland     |       | 59.287598, 18.415490 | 10003800170001 | Ladda upp en bild av detta fornminne      |
| Ingarö 18:1                 | Gravfält         |              | Ingarö, Uppland     |       | 59.286202, 18.420686 | 10003800180001 | Ladda upp en bild av detta fornminne      |
| Ingarö 21:1                 | Stenkrets        |              | Ingarö, Uppland     |       | 59.272727, 18.472103 | 10003800210001 | Ladda upp en bild av detta fornminne      |
| Ingarö 21:2                 | Stenkrets        |              | Ingarö, Uppland     |       | 59.272713, 18.471748 | 10003800210002 | Ladda upp en bild av detta fornminne      |
| Säby gravfält (Ingarö 24:1) | Gravfält         |              | Ingarö, Uppland     |       | 59.264182, 18.488749 | 10003800240001 | Ladda upp en till bild av detta fornminne |
| Ingarö 26:1                 | Gravfält         |              | Ingarö, Uppland     |       | 59.260853, 18.491084 | 10003800260001 | Ladda upp en bild av detta fornminne      |
| Ingarö 27:1                 | Hög              |              | Ingarö, Uppland     |       | 59.256040, 18.497034 | 10003800270001 | Ladda upp en bild av detta fornminne      |
| Ingarö 27:2                 | Stensättning     |              | Ingarö, Uppland     |       | 59.255993, 18.497294 | 10003800270002 | Ladda upp en bild av detta fornminne      |
| Storängsudd (Ingarö 29:1)   | Gravfält         |              | Ingarö, Uppland     |       | 59.296604, 18.351639 | 10003800290001 | Ladda upp en till bild av detta fornminne |
| Ingarö 42:1                 | Stensättning     |              | Ingarö, Uppland     |       | 59.227485, 18.575850 | 10003800420001 | Ladda upp en bild av detta fornminne      |
| Ingarö 46:1                 | Stensättning     |              | Ingarö, Uppland     |       | 59.267049, 18.478630 | 10003800460001 | Ladda upp en bild av detta fornminne      |
| Ingarö 46:2                 | Stensättning     |              | Ingarö, Uppland     |       | 59.266961, 18.478721 | 10003800460002 | Ladda upp en bild av detta fornminne      |
| Ingarö 57:1                 | Fästning/skans   |              | Ingarö, Uppland     |       | 59.273087, 18.356142 | 10003800570001 | Ladda upp en bild av detta fornminne      |
| Ingarö 71:1                 | Gravfält         |              | Ingarö, Uppland     |       | 59.297465, 18.345592 | 10003800710001 | Ladda upp en till bild av detta fornminne |
| Ingarö 72:1                 | Stensättning     |              | Ingarö, Uppland     |       | 59.303154, 18.343729 | 10003800720001 | Ladda upp en bild av detta fornminne      |
| Ingarö 72:2                 | Stensättning     |              | Ingarö, Uppland     |       | 59.302947, 18.343714 | 10003800720002 | Ladda upp en bild av detta fornminne      |
| Ingarö 72:3                 | Stensättning     |              | Ingarö, Uppland     |       | 59.302827, 18.343715 | 10003800720003 | Ladda upp en bild av detta fornminne      |
| Ingarö 72:4                 | Stensättning     |              | Ingarö, Uppland     |       | 59.302831, 18.343551 | 10003800720004 | Ladda upp en bild av detta fornminne      |

## Nämdö
| Namn       | Lämningstyp                      | Tillkomsttid | Historisk indelning | Plats | Läge                 | ID-nr          | Bild                                 |
| ---------- | -------------------------------- | ------------ | ------------------- | ----- | -------------------- | -------------- | ------------------------------------ |
| Nämdö 1:1  | Kyrka/kapell                     |              | Nämdö, Södermanland |       | 59.191775, 18.716812 | 10006200010001 | Ladda upp en bild av detta fornminne |
| Nämdö 25:2 | Ristning, medeltid/historisk tid |              | Nämdö, Södermanland |       | 59.099610, 18.717220 | 10006200250002 | Ladda upp en bild av detta fornminne |
| Nämdö 59   | Lägenhetsbebyggelse              |              | Nämdö, Södermanland |       | 59.207147, 18.734853 | 12000000079512 | Ladda upp en bild av detta fornminne |
| Nämdö 60   | Lägenhetsbebyggelse              |              | Nämdö, Södermanland |       | 59.207934, 18.739174 | 12000000079513 | Ladda upp en bild av detta fornminne |

## Värmdö
| Namn                           | Lämningstyp                      | Tillkomsttid | Historisk indelning | Plats | Läge                 | ID-nr          | Bild                                      |
| ------------------------------ | -------------------------------- | ------------ | ------------------- | ----- | -------------------- | -------------- | ----------------------------------------- |
| Värmdö 1:1                     | Gravfält                         |              | Värmdö, Uppland     |       | 59.359976, 18.533893 | 10011300010001 | Ladda upp en bild av detta fornminne      |
| Värmdö 2:1                     | Gravfält                         |              | Värmdö, Uppland     |       | 59.358924, 18.533721 | 10011300020001 | Ladda upp en bild av detta fornminne      |
| Värmdö 3:1                     | Röse                             |              | Värmdö, Uppland     |       | 59.358695, 18.535479 | 10011300030001 | Ladda upp en bild av detta fornminne      |
| Värmdö 3:2                     | Hög                              |              | Värmdö, Uppland     |       | 59.358570, 18.535524 | 10011300030002 | Ladda upp en bild av detta fornminne      |
| Värmdö 4:1                     | Röse                             |              | Värmdö, Uppland     |       | 59.359094, 18.544149 | 10011300040001 | Ladda upp en bild av detta fornminne      |
| Värmdö 4:3                     | Stensättning                     |              | Värmdö, Uppland     |       | 59.358975, 18.544117 | 10011300040003 | Ladda upp en bild av detta fornminne      |
| Värmdö 5:1                     | Gravfält                         |              | Värmdö, Uppland     |       | 59.359622, 18.547481 | 10011300050001 | Ladda upp en bild av detta fornminne      |
| Värmdö 6:1                     | Stensättning                     |              | Värmdö, Uppland     |       | 59.361589, 18.543770 | 10011300060001 | Ladda upp en bild av detta fornminne      |
| Värmdö 6:2                     | Hög                              |              | Värmdö, Uppland     |       | 59.361618, 18.543537 | 10011300060002 | Ladda upp en bild av detta fornminne      |
| Värmdö 7:1                     | Gravfält                         |              | Värmdö, Uppland     |       | 59.360641, 18.545081 | 10011300070001 | Ladda upp en bild av detta fornminne      |
| Värmdö 11:1                    | Stenkrets                        |              | Värmdö, Uppland     |       | 59.367413, 18.627803 | 10011300110001 | Ladda upp en bild av detta fornminne      |
| Värmdö 14:1                    | Gravfält                         |              | Värmdö, Uppland     |       | 59.369136, 18.537168 | 10011300140001 | Ladda upp en bild av detta fornminne      |
| Värmdö 15:1                    | Stensättning                     |              | Värmdö, Uppland     |       | 59.368995, 18.530703 | 10011300150001 | Ladda upp en bild av detta fornminne      |
| Värmdö 15:2                    | Stensättning                     |              | Värmdö, Uppland     |       | 59.369041, 18.530493 | 10011300150002 | Ladda upp en bild av detta fornminne      |
| Värmdö 15:3                    | Stensättning                     |              | Värmdö, Uppland     |       | 59.368917, 18.530490 | 10011300150003 | Ladda upp en bild av detta fornminne      |
| Värmdö 16:1                    | Stensättning                     |              | Värmdö, Uppland     |       | 59.368764, 18.531104 | 10011300160001 | Ladda upp en bild av detta fornminne      |
| Värmdö 17:1                    | Hög                              |              | Värmdö, Uppland     |       | 59.369611, 18.532364 | 10011300170001 | Ladda upp en bild av detta fornminne      |
| Värmdö 18:1                    | Gravfält                         |              | Värmdö, Uppland     |       | 59.369258, 18.533431 | 10011300180001 | Ladda upp en bild av detta fornminne      |
| Värmdö 19:1                    | Hög                              |              | Värmdö, Uppland     |       | 59.368960, 18.534947 | 10011300190001 | Ladda upp en bild av detta fornminne      |
| Värmdö 21:1                    | Gravfält                         |              | Värmdö, Uppland     |       | 59.371031, 18.549914 | 10011300210001 | Ladda upp en bild av detta fornminne      |
| Värmdö 22:1                    | Stensättning                     |              | Värmdö, Uppland     |       | 59.371166, 18.548345 | 10011300220001 | Ladda upp en bild av detta fornminne      |
| Värmdö 24:1                    | Stensättning                     |              | Värmdö, Uppland     |       | 59.374100, 18.563059 | 10011300240001 | Ladda upp en bild av detta fornminne      |
| Värmdö 25:1                    | Gravfält                         |              | Värmdö, Uppland     |       | 59.373663, 18.551214 | 10011300250001 | Ladda upp en bild av detta fornminne      |
| Värmdö 27:1                    | Gravfält                         |              | Värmdö, Uppland     |       | 59.375358, 18.547584 | 10011300270001 | Ladda upp en bild av detta fornminne      |
| Värmdö 28:1                    | Gravfält                         |              | Värmdö, Uppland     |       | 59.385446, 18.518936 | 10011300280001 | Ladda upp en bild av detta fornminne      |
| Kullbacken (Värmdö 29:1)       | Gravfält                         |              | Värmdö, Uppland     |       | 59.386605, 18.515924 | 10011300290001 | Ladda upp en bild av detta fornminne      |
| Värmdö 30:1                    | Gravfält                         |              | Värmdö, Uppland     |       | 59.380584, 18.519362 | 10011300300001 | Ladda upp en bild av detta fornminne      |
| Värmdö 32:1                    | Hög                              |              | Värmdö, Uppland     |       | 59.411733, 18.454886 | 10011300320001 | Ladda upp en bild av detta fornminne      |
| Värmdö 32:2                    | Stensättning                     |              | Värmdö, Uppland     |       | 59.411646, 18.455125 | 10011300320002 | Ladda upp en bild av detta fornminne      |
| Värmdö 33:1                    | Gravfält                         |              | Värmdö, Uppland     |       | 59.396176, 18.473186 | 10011300330001 | Ladda upp en bild av detta fornminne      |
| Värmdö 34:1                    | Gravfält                         |              | Värmdö, Uppland     |       | 59.390174, 18.462260 | 10011300340001 | Ladda upp en bild av detta fornminne      |
| Värmdö 35:1                    | Gravfält                         |              | Värmdö, Uppland     |       | 59.390152, 18.466610 | 10011300350001 | Ladda upp en bild av detta fornminne      |
| Värmdö 36:1                    | Gravfält                         |              | Värmdö, Uppland     |       | 59.394618, 18.485627 | 10011300360001 | Ladda upp en bild av detta fornminne      |
| Värmdö 38:1                    | Gravfält                         |              | Värmdö, Uppland     |       | 59.391664, 18.486827 | 10011300380001 | Ladda upp en bild av detta fornminne      |
| Värmdö 39:1                    | Gravfält                         |              | Värmdö, Uppland     |       | 59.380161, 18.472657 | 10011300390001 | Ladda upp en bild av detta fornminne      |
| Värmdö 40:1                    | Gravfält                         |              | Värmdö, Uppland     |       | 59.378757, 18.476589 | 10011300400001 | Ladda upp en bild av detta fornminne      |
| Värmdö 45:1                    | Röse                             |              | Värmdö, Uppland     |       | 59.358034, 18.518370 | 10011300450001 | Ladda upp en bild av detta fornminne      |
| Värmdö 47:1                    | Röse                             |              | Värmdö, Uppland     |       | 59.374598, 18.490734 | 10011300470001 | Ladda upp en bild av detta fornminne      |
| Värmdö 47:2                    | Stensättning                     |              | Värmdö, Uppland     |       | 59.374680, 18.489922 | 10011300470002 | Ladda upp en bild av detta fornminne      |
| Värmdö 48:1                    | Gravfält                         |              | Värmdö, Uppland     |       | 59.380463, 18.459170 | 10011300480001 | Ladda upp en bild av detta fornminne      |
| Värmdö 49:1                    | Gravfält                         |              | Värmdö, Uppland     |       | 59.366775, 18.462328 | 10011300490001 | Ladda upp en bild av detta fornminne      |
| Värmdö 51:1                    | Stensättning                     |              | Värmdö, Uppland     |       | 59.373750, 18.464564 | 10011300510001 | Ladda upp en bild av detta fornminne      |
| Värmdö 65:1                    | Stensättning                     |              | Värmdö, Uppland     |       | 59.304962, 18.524705 | 10011300650001 | Ladda upp en bild av detta fornminne      |
| Värmdö 70:1                    | Stensättning                     |              | Värmdö, Uppland     |       | 59.323837, 18.543344 | 10011300700001 | Ladda upp en bild av detta fornminne      |
| Värmdö 81:1                    | Stensättning                     |              | Värmdö, Uppland     |       | 59.353151, 18.502923 | 10011300810001 | Ladda upp en bild av detta fornminne      |
| Värmdö 81:2                    | Stensättning                     |              | Värmdö, Uppland     |       | 59.353025, 18.502969 | 10011300810002 | Ladda upp en bild av detta fornminne      |
| Värmdö 84:1                    | Gravfält                         |              | Värmdö, Uppland     |       | 59.345953, 18.535409 | 10011300840001 | Ladda upp en bild av detta fornminne      |
| Värmdö 85:1                    | Stensättning                     |              | Värmdö, Uppland     |       | 59.357092, 18.538864 | 10011300850001 | Ladda upp en bild av detta fornminne      |
| Värmdö 87:1                    | Gravfält                         |              | Värmdö, Uppland     |       | 59.351625, 18.489892 | 10011300870001 | Ladda upp en bild av detta fornminne      |
| Värmdö 89:1                    | Husgrund, förhistorisk/medeltida |              | Värmdö, Uppland     |       | 59.361434, 18.544473 | 10011300890001 | Ladda upp en bild av detta fornminne      |
| Värmdö 93:1                    | Stensättning                     |              | Värmdö, Uppland     |       | 59.371323, 18.552654 | 10011300930001 | Ladda upp en bild av detta fornminne      |
| Värmdö 93:3                    | Hög                              |              | Värmdö, Uppland     |       | 59.371280, 18.552454 | 10011300930003 | Ladda upp en bild av detta fornminne      |
| Värmdö 94:1                    | Gravfält                         |              | Värmdö, Uppland     |       | 59.371434, 18.551624 | 10011300940001 | Ladda upp en bild av detta fornminne      |
| Värmdö 95:1                    | Stensättning                     |              | Värmdö, Uppland     |       | 59.371530, 18.549538 | 10011300950001 | Ladda upp en bild av detta fornminne      |
| Värmdö 96:1                    | Hög                              |              | Värmdö, Uppland     |       | 59.372290, 18.548785 | 10011300960001 | Ladda upp en bild av detta fornminne      |
| Värmdö 98:1                    | Gravfält                         |              | Värmdö, Uppland     |       | 59.369282, 18.521932 | 10011300980001 | Ladda upp en bild av detta fornminne      |
| Värmdö 99:1                    | Stensättning                     |              | Värmdö, Uppland     |       | 59.391659, 18.467777 | 10011300990001 | Ladda upp en bild av detta fornminne      |
| Värmdö 101:1                   | Gravfält                         |              | Värmdö, Uppland     |       | 59.355177, 18.494161 | 10011301010001 | Ladda upp en bild av detta fornminne      |
| Värmdö 102:1                   | Gravfält                         |              | Värmdö, Uppland     |       | 59.356636, 18.490593 | 10011301020001 | Ladda upp en bild av detta fornminne      |
| Värmdö 104:1                   | Stensättning                     |              | Värmdö, Uppland     |       | 59.356305, 18.493127 | 10011301040001 | Ladda upp en bild av detta fornminne      |
| Värmdö 104:2                   | Stensättning                     |              | Värmdö, Uppland     |       | 59.356361, 18.493323 | 10011301040002 | Ladda upp en bild av detta fornminne      |
| Värmdö 105:1                   | Gravfält                         |              | Värmdö, Uppland     |       | 59.354183, 18.494102 | 10011301050001 | Ladda upp en bild av detta fornminne      |
| Värmdö 106:1                   | Gravfält                         |              | Värmdö, Uppland     |       | 59.357537, 18.488402 | 10011301060001 | Ladda upp en bild av detta fornminne      |
| Värmdö 108:1                   | Gravfält                         |              | Värmdö, Uppland     |       | 59.349362, 18.496387 | 10011301080001 | Ladda upp en bild av detta fornminne      |
| Värmdö 111:1                   | Gravfält                         |              | Värmdö, Uppland     |       | 59.343715, 18.521051 | 10011301110001 | Ladda upp en bild av detta fornminne      |
| Värmdö 111:2                   | Runristning                      |              | Värmdö, Uppland     |       | 59.343570, 18.522457 | 10011301110002 | Ladda upp en till bild av detta fornminne |
| Värmdö 113:1                   | Gravfält                         |              | Värmdö, Uppland     |       | 59.346175, 18.539405 | 10011301130001 | Ladda upp en bild av detta fornminne      |
| Värmdö 118:1                   | Gravfält                         |              | Värmdö, Uppland     |       | 59.327010, 18.499509 | 10011301180001 | Ladda upp en bild av detta fornminne      |
| Värmdö 119:1                   | Gravfält                         |              | Värmdö, Uppland     |       | 59.326339, 18.500961 | 10011301190001 | Ladda upp en bild av detta fornminne      |
| Värmdö 120:1                   | Gravfält                         |              | Värmdö, Uppland     |       | 59.326169, 18.503505 | 10011301200001 | Ladda upp en bild av detta fornminne      |
| Värmdö 120:2                   | Hällristning                     |              | Värmdö, Uppland     |       | 59.326208, 18.503494 | 10011301200002 | Ladda upp en bild av detta fornminne      |
| Värmdö 122:1                   | Gravfält                         |              | Värmdö, Uppland     |       | 59.323598, 18.506111 | 10011301220001 | Ladda upp en bild av detta fornminne      |
| Värmdö 123:1                   | Gravfält                         |              | Värmdö, Uppland     |       | 59.319880, 18.496269 | 10011301230001 | Ladda upp en bild av detta fornminne      |
| Värmdö 125:1                   | Stensättning                     |              | Värmdö, Uppland     |       | 59.331690, 18.498748 | 10011301250001 | Ladda upp en bild av detta fornminne      |
| Värmdö 125:2                   | Stensättning                     |              | Värmdö, Uppland     |       | 59.331510, 18.499228 | 10011301250002 | Ladda upp en bild av detta fornminne      |
| Värmdö 125:3                   | Stensättning                     |              | Värmdö, Uppland     |       | 59.331498, 18.498513 | 10011301250003 | Ladda upp en bild av detta fornminne      |
| Värmdö 125:4                   | Stensättning                     |              | Värmdö, Uppland     |       | 59.331641, 18.499271 | 10011301250004 | Ladda upp en bild av detta fornminne      |
| Värmdö 127:1                   | Stensättning                     |              | Värmdö, Uppland     |       | 59.310822, 18.457682 | 10011301270001 | Ladda upp en bild av detta fornminne      |
| Värmdö 128:1                   | Gravfält                         |              | Värmdö, Uppland     |       | 59.308557, 18.465463 | 10011301280001 | Ladda upp en bild av detta fornminne      |
| Värmdö 129:1                   | Hög                              |              | Värmdö, Uppland     |       | 59.264478, 18.589136 | 10011301290001 | Ladda upp en bild av detta fornminne      |
| Värmdö 129:2                   | Hög                              |              | Värmdö, Uppland     |       | 59.264553, 18.589151 | 10011301290002 | Ladda upp en bild av detta fornminne      |
| Värmdö 129:3                   | Stensättning                     |              | Värmdö, Uppland     |       | 59.264636, 18.589177 | 10011301290003 | Ladda upp en bild av detta fornminne      |
| Värmdö 129:4                   | Stensättning                     |              | Värmdö, Uppland     |       | 59.264712, 18.589242 | 10011301290004 | Ladda upp en bild av detta fornminne      |
| Värmdö 130:1                   | Gravfält                         |              | Värmdö, Uppland     |       | 59.263250, 18.586505 | 10011301300001 | Ladda upp en bild av detta fornminne      |
| Värmdö 132:1                   | Gravfält                         |              | Värmdö, Uppland     |       | 59.307854, 18.469461 | 10011301320001 | Ladda upp en bild av detta fornminne      |
| Värmdö 133:1                   | Gravfält                         |              | Värmdö, Uppland     |       | 59.307440, 18.468608 | 10011301330001 | Ladda upp en bild av detta fornminne      |
| Värmdö 136:1                   | Gravfält                         |              | Värmdö, Uppland     |       | 59.354389, 18.490350 | 10011301360001 | Ladda upp en bild av detta fornminne      |
| Värmdö 140:1                   | Stensättning                     |              | Värmdö, Uppland     |       | 59.391498, 18.487911 | 10011301400001 | Ladda upp en bild av detta fornminne      |
| Värmdö 170:1                   | Stensättning                     |              | Värmdö, Uppland     |       | 59.331138, 18.552091 | 10011301700001 | Ladda upp en bild av detta fornminne      |
| Värmdö 173:1                   | Röse                             |              | Värmdö, Uppland     |       | 59.360861, 18.524482 | 10011301730001 | Ladda upp en bild av detta fornminne      |
| Värmdö 180:1                   | Gravfält                         |              | Värmdö, Uppland     |       | 59.344453, 18.529337 | 10011301800001 | Ladda upp en bild av detta fornminne      |
| Källtorpshagen (Värmdö 201:1)  | Gravfält                         |              | Värmdö, Uppland     |       | 59.362028, 18.523217 | 10011302010001 | Ladda upp en bild av detta fornminne      |
| Rilogen (Värmdö 203:1)         | Gravfält                         |              | Värmdö, Uppland     |       | 59.368812, 18.527591 | 10011302030001 | Ladda upp en bild av detta fornminne      |
| Värmdö 206:1                   | Gravfält                         |              | Värmdö, Uppland     |       | 59.367241, 18.529241 | 10011302060001 | Ladda upp en bild av detta fornminne      |
| Värmdö 207:1                   | Gravfält                         |              | Värmdö, Uppland     |       | 59.378022, 18.519882 | 10011302070001 | Ladda upp en bild av detta fornminne      |
| Värmdö 208:1                   | Gravfält                         |              | Värmdö, Uppland     |       | 59.376856, 18.520921 | 10011302080001 | Ladda upp en bild av detta fornminne      |
| Värmdö 210:1                   | Gravfält                         |              | Värmdö, Uppland     |       | 59.370345, 18.521508 | 10011302100001 | Ladda upp en bild av detta fornminne      |
| Värmdö 211:1                   | Gravfält                         |              | Värmdö, Uppland     |       | 59.371275, 18.519872 | 10011302110001 | Ladda upp en bild av detta fornminne      |
| Vennbergs backe (Värmdö 212:1) | Gravfält                         |              | Värmdö, Uppland     |       | 59.359937, 18.491443 | 10011302120001 | Ladda upp en bild av detta fornminne      |
| Värmdö 213:1                   | Hög                              |              | Värmdö, Uppland     |       | 59.359759, 18.493448 | 10011302130001 | Ladda upp en bild av detta fornminne      |
| Värmdö 216:1                   | Röse                             |              | Värmdö, Uppland     |       | 59.274548, 18.537264 | 10011302160001 | Ladda upp en bild av detta fornminne      |
| Värmdö 221:1                   | Stensättning                     |              | Värmdö, Uppland     |       | 59.356524, 18.611682 | 10011302210001 | Ladda upp en bild av detta fornminne      |
| Värmdö 221:2                   | Stensättning                     |              | Värmdö, Uppland     |       | 59.356487, 18.611862 | 10011302210002 | Ladda upp en bild av detta fornminne      |
| Värmdö 236:1                   | Stensättning                     |              | Värmdö, Uppland     |       | 59.308432, 18.467220 | 10011302360001 | Ladda upp en bild av detta fornminne      |
| Värmdö 239                     | Gravfält                         |              | Värmdö, Uppland     |       | 59.352318, 18.481203 | 12000000000871 | Ladda upp en bild av detta fornminne      |
| Värmdö 240                     | Stensättning                     |              | Värmdö, Uppland     |       | 59.352392, 18.480345 | 12000000000876 | Ladda upp en bild av detta fornminne      |
| Värmdö 241                     | Stensättning                     |              | Värmdö, Uppland     |       | 59.352675, 18.480378 | 12000000000878 | Ladda upp en bild av detta fornminne      |
| Värmdö 242                     | Stensättning                     |              | Värmdö, Uppland     |       | 59.352674, 18.480196 | 12000000000879 | Ladda upp en bild av detta fornminne      |
| Värmdö 243                     | Husgrund, förhistorisk/medeltida |              | Värmdö, Uppland     |       | 59.352309, 18.491382 | 12000000000880 | Ladda upp en bild av detta fornminne      |
| Värmdö 244                     | Stensättning                     |              | Värmdö, Uppland     |       | 59.325595, 18.523551 | 12000000000881 | Ladda upp en bild av detta fornminne      |
| Värmdö 245                     | Stensättning                     |              | Värmdö, Uppland     |       | 59.325664, 18.523418 | 12000000000882 | Ladda upp en bild av detta fornminne      |
| Värmdö 248                     | Stensättning                     |              | Värmdö, Uppland     |       | 59.322698, 18.626506 | 12000000006657 | Ladda upp en bild av detta fornminne      |
| Värmdö 249                     | Stensättning                     |              | Värmdö, Uppland     |       | 59.318935, 18.617302 | 12000000006658 | Ladda upp en bild av detta fornminne      |
| Värmdö 322                     | Stensättning                     |              | Värmdö, Uppland     |       | 59.319142, 18.497700 | 12000000111611 | Ladda upp en bild av detta fornminne      |
| Värmdö 324                     | Stensättning                     |              | Värmdö, Uppland     |       | 59.318523, 18.498397 | 12000000111613 | Ladda upp en bild av detta fornminne      |
| Värmdö 353                     | Röse                             |              | Värmdö, Uppland     |       | 59.370177, 18.553348 | 12000000134997 | Ladda upp en bild av detta fornminne      |
| Värmdö 357                     | Stensättning                     |              | Värmdö, Uppland     |       | 59.316193, 18.494735 | 12000000135001 | Ladda upp en bild av detta fornminne      |
| Värmdö 368                     | Husgrund, förhistorisk/medeltida |              | Värmdö, Uppland     |       | 59.377717, 18.520248 | 12000000135013 | Ladda upp en bild av detta fornminne      |
| Värmdö 369                     | Kvarn                            |              | Värmdö, Uppland     |       | 59.256056, 18.617739 | 12000000135014 | Ladda upp en bild av detta fornminne      |
| Värmdö 373                     | Lägenhetsbebyggelse              |              | Värmdö, Uppland     |       | 59.299315, 18.576565 | 12000000135018 | Ladda upp en bild av detta fornminne      |